# Maud Reuterswärd
Maud Reuterswärd, även Reuterswärd-Näsström, född 19 februari 1920 i Kungsholms församling i Stockholm, död  25 augusti 1980 i Oscars församling i Stockholm, var en svensk författare, programledare i radio och radioproducent.

## Biografi
Reuterswärd var dotter till Gustaf Reuterswärd, VD i dåvarande AB Radiotjänst, och Elin Lamm. Hon utbildade sig först till kindergartenlärare men började på Radiotjänst som 24-åring och var radiotjänsteman mellan 1947 och 1980. Hon blev en av redaktörerna på Sveriges Radios kulturredaktion 1956 och på dess redaktion för litteratur och konst 1963.
Reuterswärd blev bland annat mycket uppmärksammad när hon gjorde ett radioprogram när hon födde sin son. Hon var sommarvärd 34 gånger. Hon var också vintervärd 1972.
Hon gifte sig första gången 1940 med Armand Rossander och andra gången 1951 med Sigvard Näsström.

## Priser och utmärkelser (urval)
- 1971 – Litteraturfrämjandets stipendiat
- 1972 – Expressens Heffaklump[5]
- 1976 – Nils Holgersson-plaketten[6]
- 1980 – Astrid Lindgren-priset (postumt)